# ベルント・リンドホルム
ベルント・リンドホルム（Berndt Adolf Lindholm、1841年8月20日 - 1914年5月15日）はスウェーデン系フィンランド人の風景画家である。デュッセルドルフで学んだ後、パリでも学び、その作品に印象派の影響も見られるようになった。海岸の風景を描くのを得意とした。

## 略歴
現在のウーシマー県のロヴィーサに生まれた。故郷は、当時、ロシア皇帝が大公を兼ねるフィンランド大公国に属していた。ポルヴォーの風景画家、クヌートソン(Johan Knutson)に絵を学んだ後、1856年にトゥルクの美術学校に入学し、ロベルト・ヴィルヘルム・エクマン(Robert Wilhelm Ekman)のもとで1861年まで学んだ。1863年にドイツに移り、デュッセルドルフ美術アカデミーで2年ほど学んだ後、カールスルーエの美術学校に移り、ハンス・ギューデのもとで学んだ。
1870年にヘルシンキで個展を開き、評価され、1873年にはロシアのサンクトペテルブルクの美術アカデミーの会員に選ばれた。
1873年から1874年の間、パリに滞在し、レオン・ボナに学び 、バルビゾン派の画家、シャルル＝フランソワ・ドービニーの影響も受けた。1876年のフィラデルフィア万国博覧会に出展し入賞した。
1877年からスウェーデンのヨーテボリで暮らし1878年にヨーテボリ市の美術コレクションの学芸員になり、その仕事を1900年まで続けた。ヨーテボリの美術学校、Göteborgs Musei Ritskola（現在のKonsthögskolan Valand）でも教えた 。スウェーデン王立美術院の会員に選ばれた。作家、ザクリス・トペリウスの著作の挿絵も描いた。
ヨーテボリで没した。

## 作品

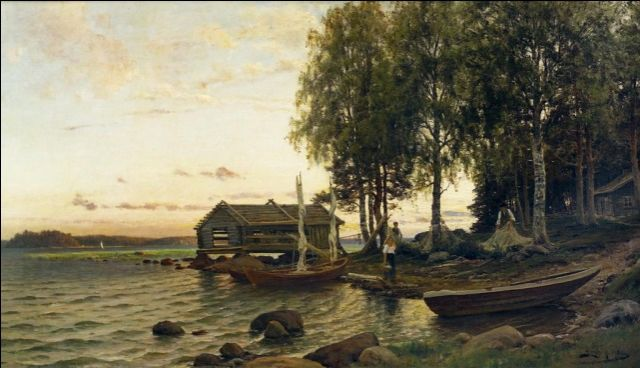
ポルヴォーの朝の風景 (c.1890)
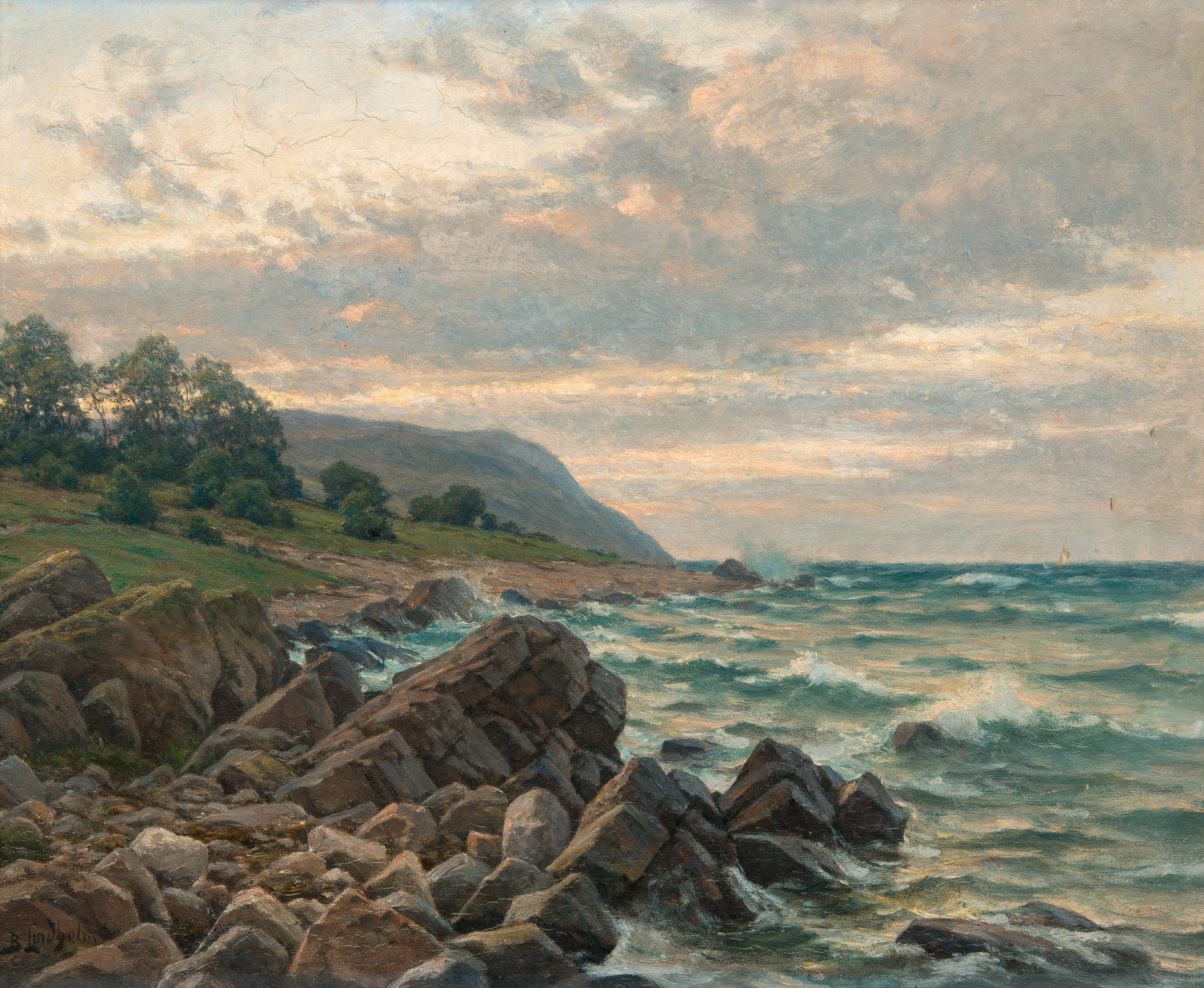
海岸の風景
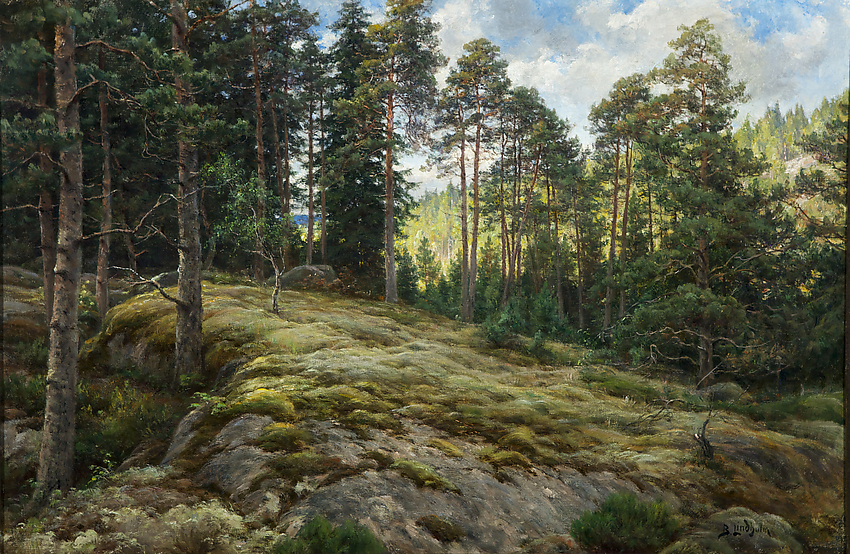
松林と岩だらけの崖
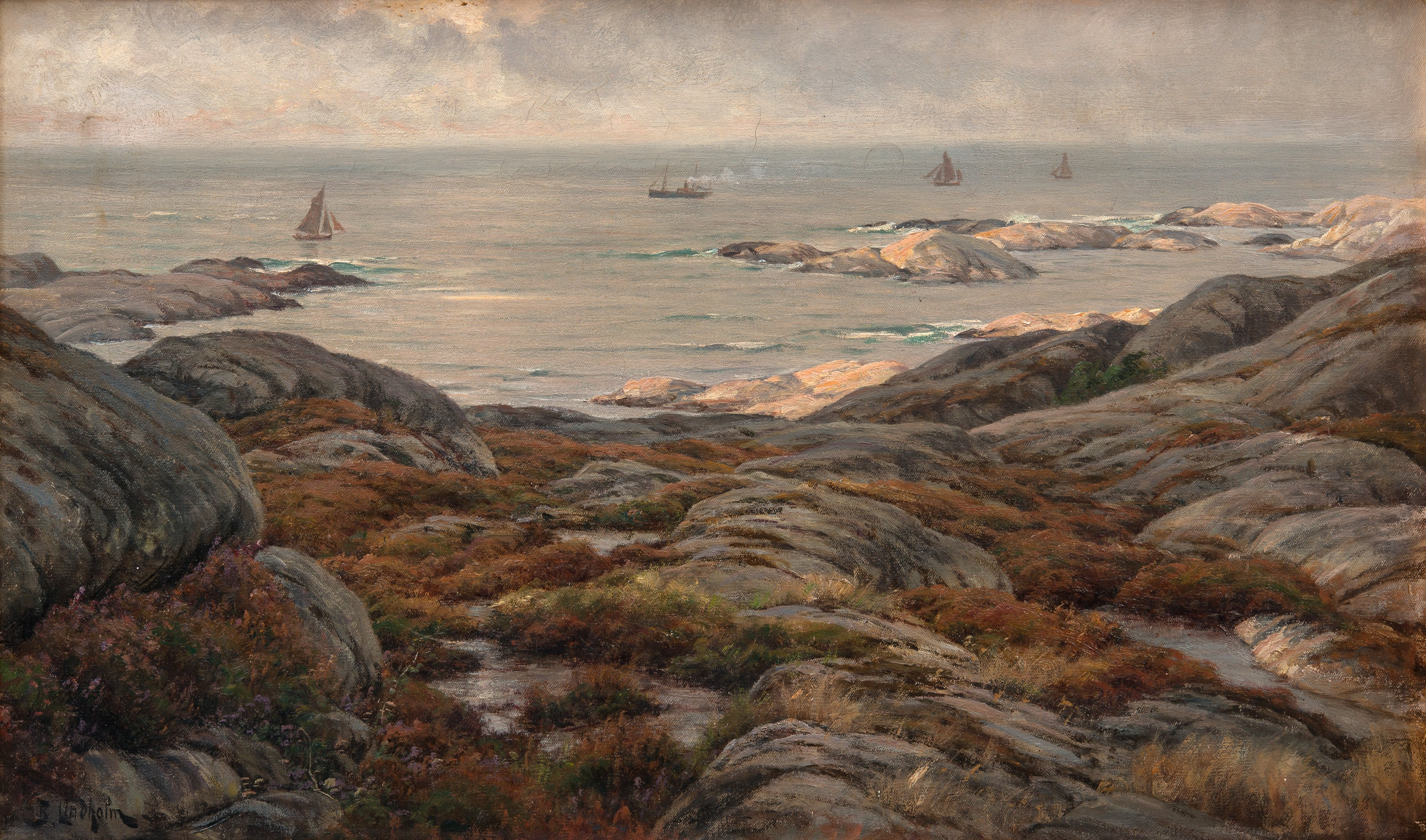
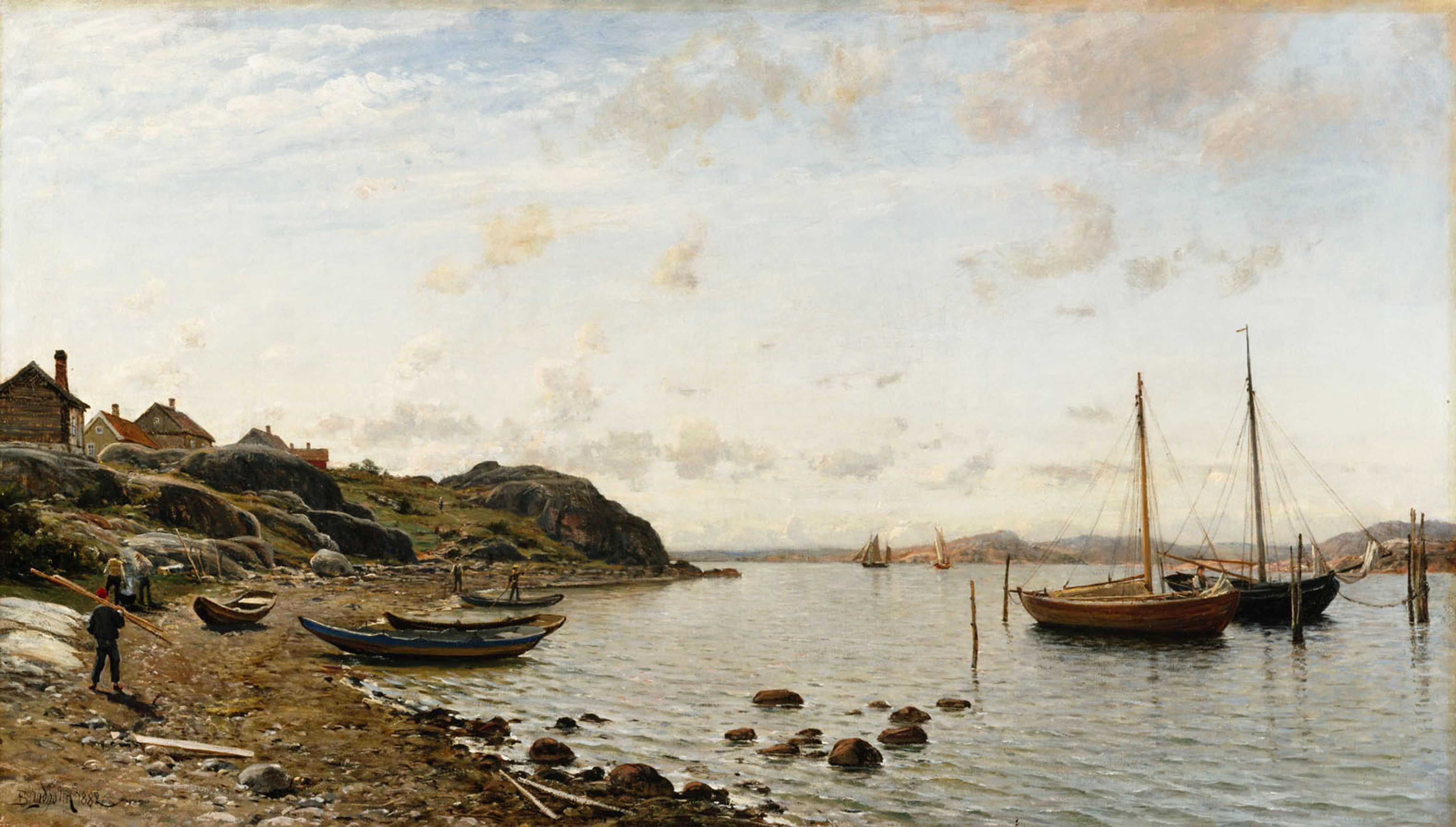
海岸の風景 (1882)
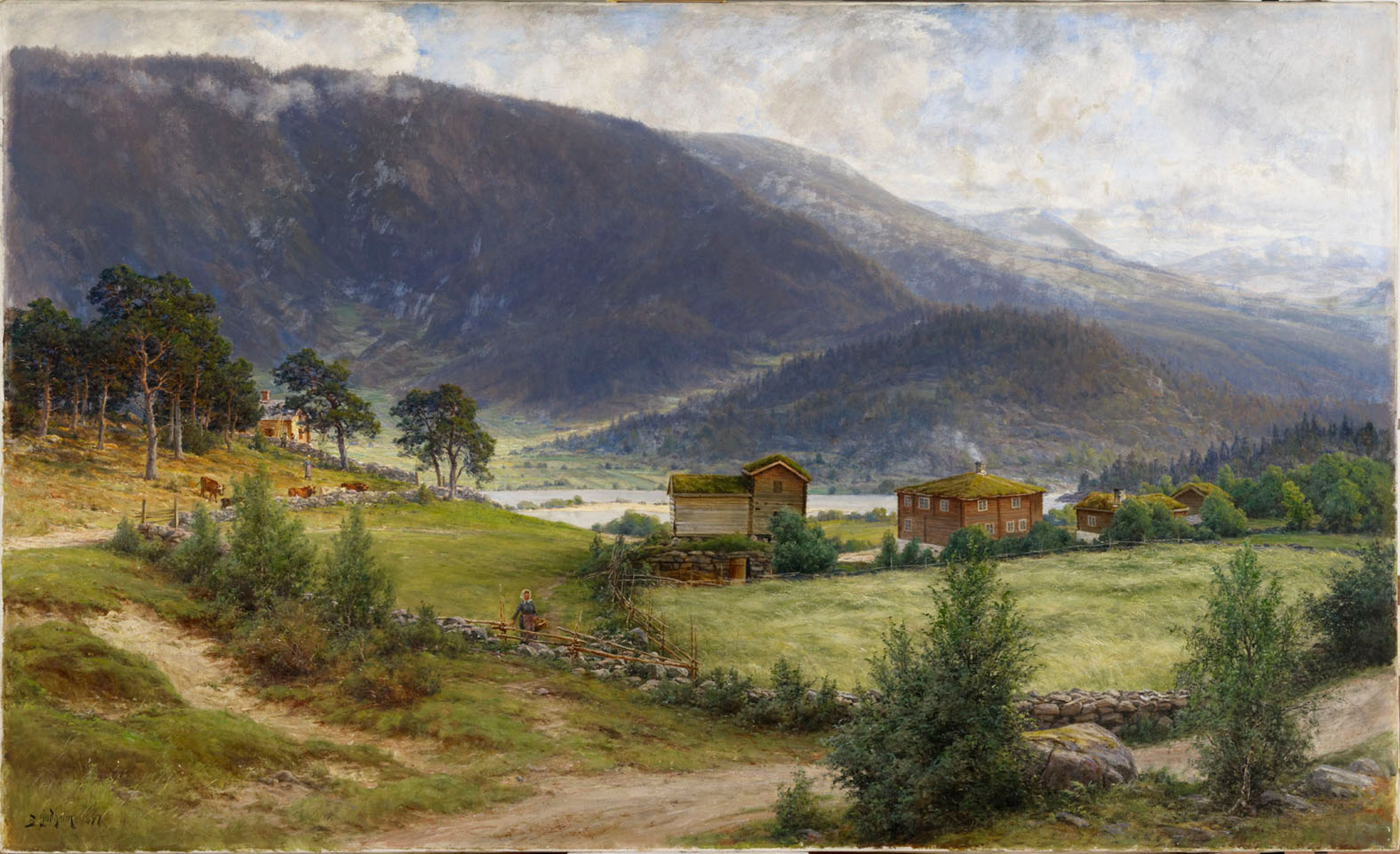
ノルウェーの風景

## 関連図書
- Jüri Kokkonen, Brita Löflund: Berndt Lindholm (exhibition catalog) Åbo konstmuseum, 1995 ISBN 952-95760-6-4